# Chaski

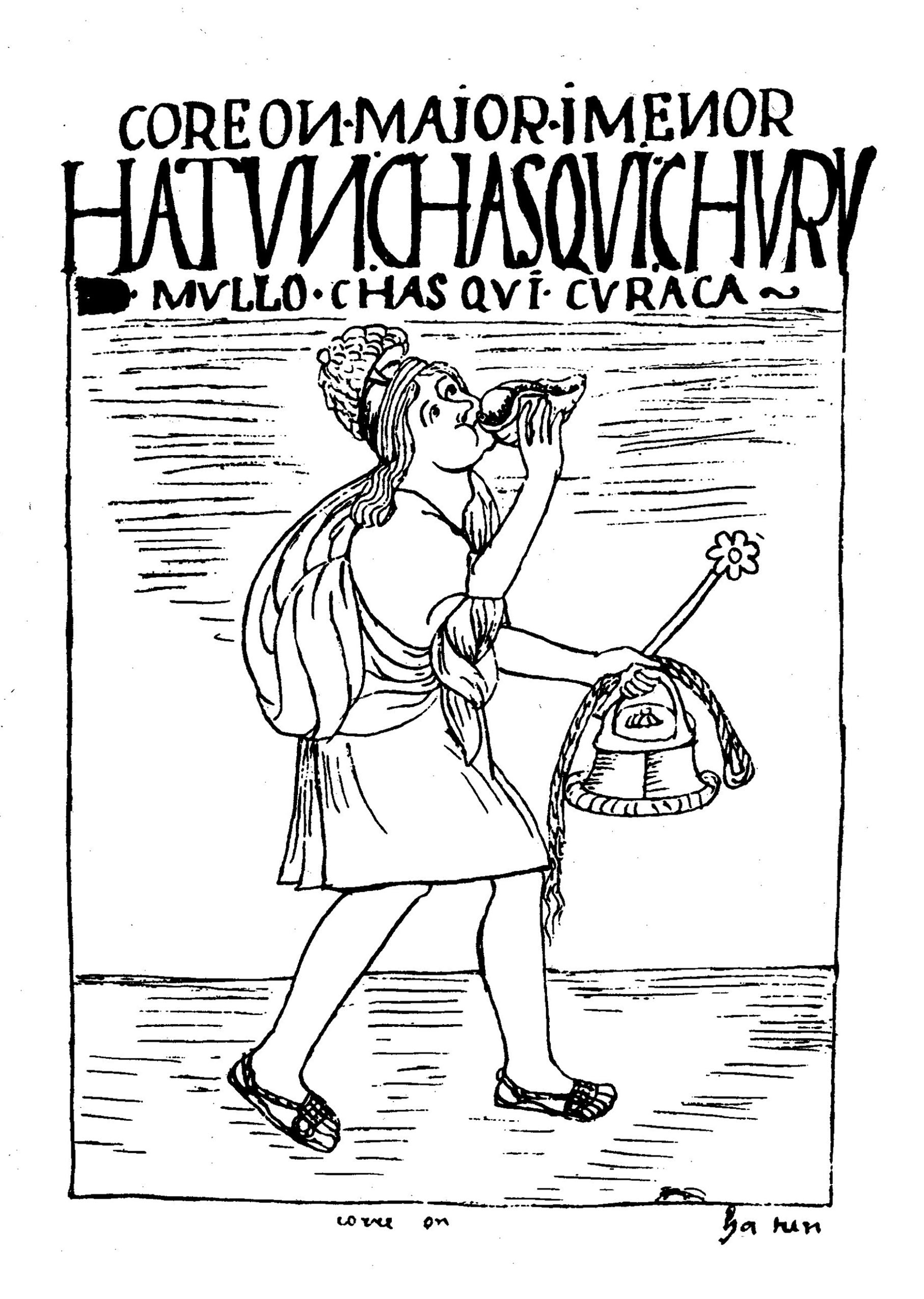
Ein Chaski mit dem Schneckenhorn pututu, der Knotenschrift quipu und der Tasche qipi. Zeichnung von Waman Puma de Ayala, 1616

Ein Chaski oder Chasqui (Quechua, „Bote“) war ein gut trainierter Läufer. Die Chaski stellten Nachrichten über das gesamte Inka-Reich zu und dienten so dem Inka-Herrscher.
Sie benutzten dazu die Inka-Pfade und Brücken, die neben Truppenbewegungen und dem Transport von Gütern auch der schnellen Nachrichtenübermittlung dienten. An der Küste bedienten sie den Bereich zwischen Nazca und Tumbes. Die Chaski trugen ein pututu (Schneckenhorn), ein quipu, mit dem sie Informationen speicherten, und ein qipi (Rucksack, Tasche) mit sich. Als anregendes Mittel kauten sie Kokablätter.
Jeder Chaski rannte eine Teilstrecke zwischen zwei Treffpunkten, an denen andere Läufer warteten, um ihn abzulösen. Diese Treffpunkte in Abständen allgemein zwischen 15 und 25 Kilometern und in der Atacamawüste von über 42 Kilometern hießen Tambos, in denen sich die Chaski ausruhen und verpflegen konnten. Durch dieses Ablöseverfahren waren die Chaski in der Lage, Nachrichten innerhalb weniger Tage über tausende Kilometer zu überbringen.
Ein Beispiel für eine solche Nachrichtenüberbringung war ein Lauf von Cuzco nach Quito (etwa 2800 Kilometer) in weniger als einer Woche. Chaski versorgten zudem den Inka-Herrscher in der 3400 Meter hoch in den Anden gelegenen und 600 Kilometer von der Küste entfernten Hauptstadt Cuzco mit frischem Fisch von der Küste. Ihre ausgedehnten Läufe führten sie durch Gebiete der heutigen Staaten Kolumbien, Ecuador, Peru, Bolivien, Argentinien und Chile. Die Chaski verfügten über ein ausgeprägtes Verteidigungspotenzial, da sie verschiedene Kampftechniken beherrschten.

## Andere Bedeutungen
Der legendäre Ruf der Chaski reicht bis in die heutige Kultur der Andenländer. Verschiedene Organisationen, Musikgruppen und Medien tragen diesen Namen. Eine Karikatur eines Chaski wurde als Maskottchen für die Copa América 2004 verwendet, deren Gastgeber Peru in diesem Jahr war. Der erste peruanische Amateurfunksatellit wurde Chasqui-1 benannt.